# Lasianthus tetragonus
Lasianthus tetragonus är en måreväxtart som beskrevs av Hua Zhu. Lasianthus tetragonus ingår i släktet Lasianthus och familjen måreväxter.
Artens utbredningsområde är Thailand. Inga underarter finns listade i Catalogue of Life.